# Floresta do Piauí
Floresta do Piauí é um município brasileiro do estado do Piauí. Localiza-se na microrregião do Alto Médio Canindé, mesorregião do Sudeste Piauiense. O município tem 2445 habitantes (2003) e 168 km². Foi criado em 1997.